# GP Wolber indépendants
Ne doit pas être confondu avec GP Wolber.
Le GP Wolber indépendants est une ancienne course cycliste française, disputée de 1932 à 1950, par des coureurs ayant le statut de coureur indépendant.
Elle fut créée par Antoine Wolber, fondateur de la manufacture de caoutchouc et pneumatiques Wolber et succède au GP Wolber des professionnels.

## Palmarès
| Année     | Vainqueur          | Deuxième           | Troisième         |
| --------- | ------------------ | ------------------ | ----------------- |
| 1932      | Maurice Archambaud | Georges Speicher   | Roger Lapébie     |
| 1933      | Paul Chocque       | Amédée Fournier    | Eugène Le Goff    |
| 1934      | René Vietto        | René Debenne       | Gabriel Viratelle |
| 1935      | Jean Fontenay      | Louis Thiétard     | André Bertin      |
| 1936      | Robert Tanneveau   | Arthur Debruyckere | Raoul Lesueur     |
| 1937      | Maurice Cacheux    | Pierre Allès       | Marcel Laurent    |
| 1938      | Georges Naisse     | Gaston Grimbert    | Lucien Le Guével  |
| 1939      | Victor Codron      | Albert Goutal      | Pierre Hacquard   |
| 1940-1947 | Pas organisé       | Pas organisé       | Pas organisé      |
| 1948      | Abel Trouillet     | Joseph Royo        | Georges Gilles    |
| 1949      | Roger Dequesne     | Roger Berthelot    | Pierre Lagrange   |
| 1950      | Antonin Canavèse   | Jacques Mermillod  | Gilbert Bauvin    |